# Bretwalda

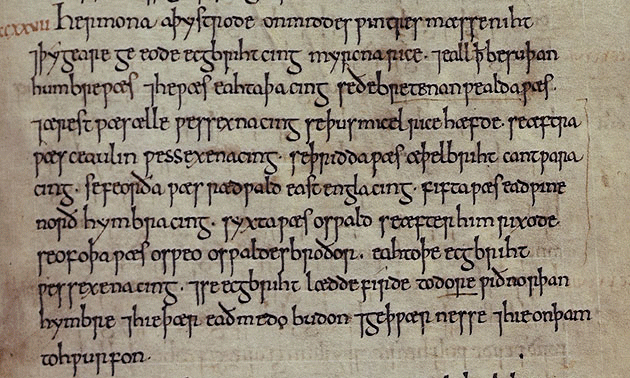
Angelsächsische Chronik (MS C), Eintrag für 827(829)

Bretwalda („weithin Herrschender“) ist ein Begriff aus dem angelsächsischen England, der in der Angelsächsischen Chronik verwendet wurde. Mit der Zusammenstellung der Angelsächsischen Chronik wurde im späten 9. Jahrhundert begonnen, wobei auf Annalen und Königslisten aus früheren Zeiten zurückgegriffen wurde. In der Angelsächsischen Chronik werden mehrere Herrscher angelsächsischer Königreiche vom 5. bis zum frühen 9. Jahrhundert mit dem Begriff Bretwalda bezeichnet.

## Begriff

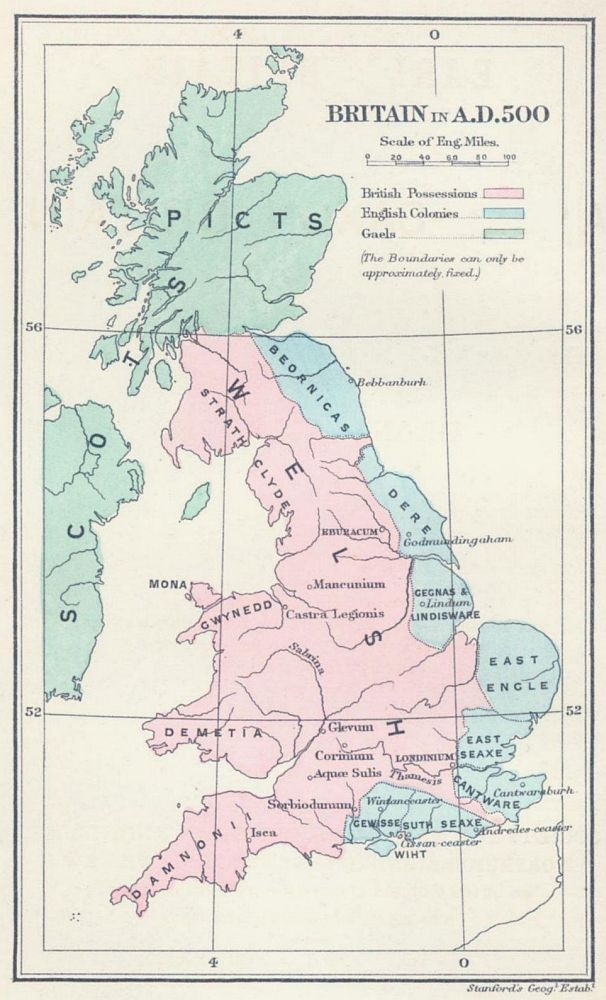
Britannien um 500

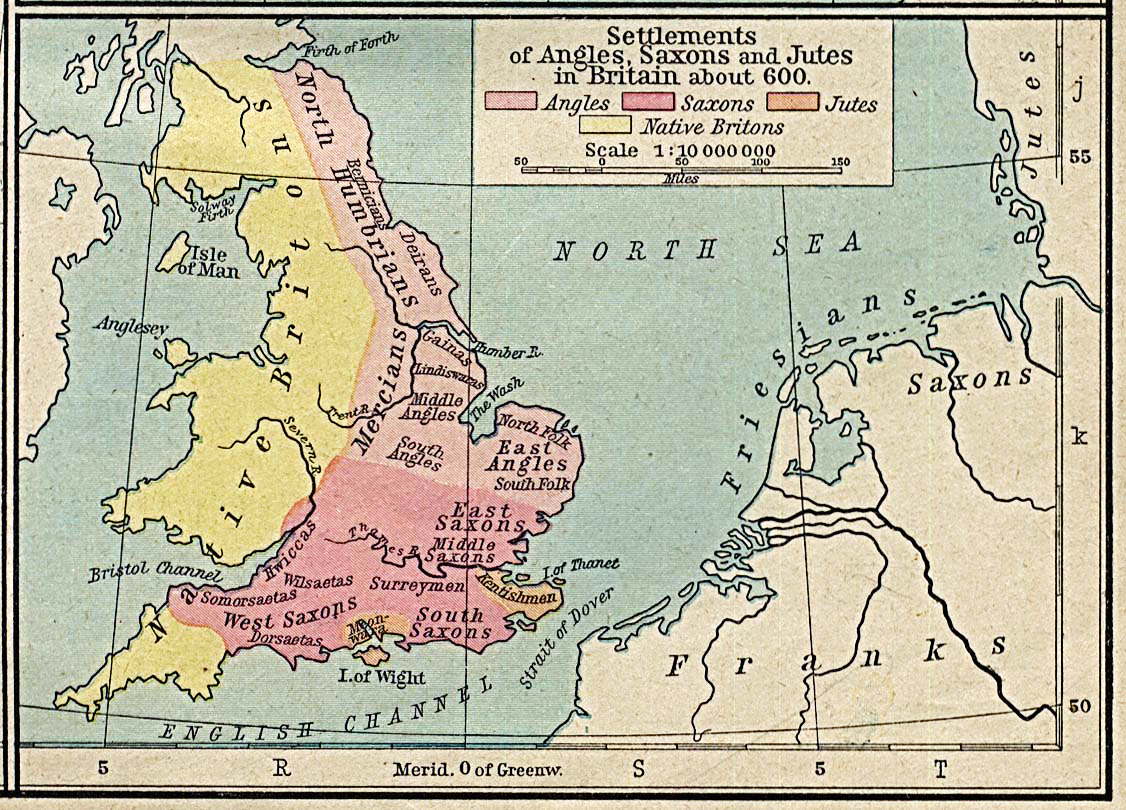
Britannien um 600

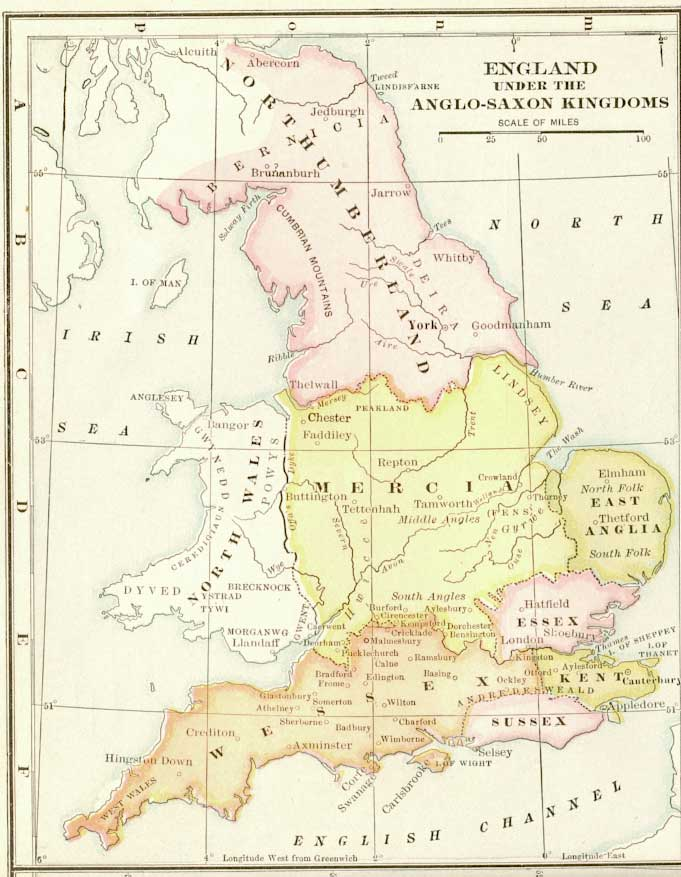
Britannien um 800

Im Manuskript A der Angelsächsischen Chronik, der sogenannten Parker Chronicle, wird das Wort Bretwalda nur ein einziges Mal benutzt, und zwar in einem Eintrag, der sich auf die Eroberung Mercias durch den westsächsischen König Egbert bezieht:
... he wæs se eahteþa cyning se þe bretwalda wæs.
In diesem Kontext wird Bretwalda als Herrscher Britanniens verstanden, wobei implizit auch von einem speziellen Status Egberts als Oberherrscher ausgegangen wird.
Im gleichen Eintrag werden die Namen der sieben anderen Könige in chronologischer Reihenfolge genannt:
- Ælle von Sussex (circa 477-circa 514)
- Ceawlin von Wessex (560?-circa 591)
- Æthelberht von Kent (591–616)
- Rædwald von East Anglia (616–627)
- Edwin von Northumbria (627–632)
- Oswald von Northumbria (633–641)
- Oswiu von Northumbria (641–670)

Zwischen dem Tod Oswius und der Nennung Egberts als Bretwalda in der Chronik liegen also mehr als 150 Jahre.
In den übrigen Manuskripten der Angelsächsischen Chronik wird derselbe Eintrag jedoch mit einem anderen altenglischen Wort wiedergegeben, nämlich einem Kompositum, dessen erstes Element auf einer anderen Wurzel beruht: die Abingdon Chronicle I (MS B) benutzt das Wort brytenwalda, die Abingdon Chronicle II (MS C) bretenwealda, die Worcester Chronicle (MS D) und die Peterborough Chronicle (MS E) brytenwealda, und das Manuskript F brytenweald. Dieses altenglische Kompositum bezeichnet einen mächtigen Herrscher oder einen Herrscher über ein weitreichendes Gebiet. Es wird kein Bezug auf Britannien genommen, wobei die Bedeutung des ersten Elements vom altenglischen Verb breotan, das heißt „verteilen“, „verbreiten“, „ausgeben“, (vgl. „breit“) abgeleitet wird, weshalb das Compositum als „weit herrschend“ interpretiert wird.
Für den zweiten Wortteil vgl. „(ver)Walter“ (i. S. v. Herrscher, Aufseher).
In der Form von brytænwalda erscheint der Begriff später noch in einer altenglischen Interpolation in eine unechte Charta König Æthelstans von England. Dieser regierte jedoch von 925 bis 939, und zu dem Zeitpunkt kann die ursprüngliche Bedeutung des Begriffes vergessen und, im Zuge seines Anspruchs auf alle Gebiete Britanniens, also auch Wales und Schottland, als „Herrscher Britanniens“ interpretiert und benutzt worden sein.
Der Autor des Eintrages für das Jahr 829 der Angelsächsischen Chronik entnahm den Begriff und die Aufzählung der Kirchengeschichte des englischen Volkes des northumbrischen Mönches Beda. Im lateinischen Original berichtete Beda jedoch nicht von Königen, die Herrscher über Britannien waren, sondern verwendet das Substantiv imperium oder das Verb imperare um den Umfang der Macht, die diese Herrscher gehabt hatten, auszudrücken. Imperium konnte verschiedene Formen von Autorität und Regierungsmacht bezeichnen. Die Verwendung von imperium und imperare durch Beda hatte auch stilistische Gründe. Zum einen verwendete er sie als Variante zu regnum, um dessen Wiederholung zu vermeiden, zum anderen bevorzugte Beda das Wort imperium zur Bezeichnung weltlicher Reiche, während er das himmlische Königreich eher mit regnum bezeichnete. Falls zu Bedas Zeiten im angelsächsischen England das Konzept eines Oberherrschers mit quasi-imperialen Kennzeichen bestanden hätte, so hätte er dafür das bestehende Wort imperator verwendet. Es gibt jedoch nur vereinzelte Fälle, in denen Parallelen mit der Erhebung zum Kaiser auf dem Schlachtfeld nach römischem Vorbild angedeutet wurden. Ein solches Beispiel ist die Ausstattung des mercischen Königs Cenwulf nach der Eroberung des Königreiches Kent mit imperialen Titeln, wobei dies jedoch nur zur Betonung seiner Machtfülle geschehen zu sein scheint.
Beda versuchte das Bild eines Englands zu schaffen, das aus einer geschlossenen Entität bestand. Die mercischen Könige waren jedoch in seiner Liste der über das imperium verfügenden Herrscher nicht vertreten, und das, obwohl zum Beispiel König Penda mit walisischen Verbündeten 633 eine Armee Northumbrias vernichtet hatte und die Oberherrschaft über das zuvor dominierende Northumbria ausüben konnte. Die Tatsache, dass Penda sich mit den Walisern verbündet hatte und Heide war, hätte keinen Einfluss auf die Bedeutung Pendas für Beda nehmen dürfen, da andere heidnische Könige, Ælle und Cealwin, sehr wohl in seiner Liste vertreten sind. Ælle und Cealwin wurden jedoch genannt, um ein gewisses geographisches und zeitliches Gleichgewicht innerhalb des angelsächsischen Englands wiederzugeben. Beda erwähnt in seiner Kirchengeschichte außerdem, dass im Jahre 731 alle südlichen Provinzen, das heißt alles Gebiet südlich des Flusses Humber, dem mercischen König Aethelbald untertan waren, womit er diesem dieselbe Machtfülle zuschrieb wie den anderen Königen, die er mit dem imperium ausgestattet hatte. Die Tatsache, dass keiner der mercischen Könige als das imperium innehabend oder später als Bretwalda bezeichnet wurde, liegt darin begründet, dass Beda aus northumbrischer Sicht schrieb und dass die Angelsächsische Chronik zu einem Zeitpunkt in Wessex redigiert wurde, an dem Mercia gerade in das westsächsische Königreich inkorporiert worden war, eine Entwicklung, die mit der Niederlage Mercias gegen König Egbert 829 begonnen hatte.
Der Begriff Bretwalda ist somit ein subjektiv verwendeter Begriff, der gegen das Ende des 9. Jahrhunderts benutzt wurde, um die Machtfülle und den Machtanspruch des dominanten Königreiches Wessex zu illustrieren. Zu keiner Zeit war Bretwalda eine Institution oder auch nur ein Titel im angelsächsischen England, der einem Herrscher offiziell verliehen worden wäre und der ihm gewisse Rechte und Ranghoheit über andere Herrscher eingebracht hätte.

## Rezeption
Die Verwendung des Wortes Bretwalda in der Angelsächsischen Chronik zur Beschreibung des Status König Egberts sowie frühere Könige, deren Namen Bedas Kirchengeschichte des englischen Volkes entnommen wurde, gab Historikern Grund zu der Annahme, dass es einen Titel gegeben hätte, der von Oberherrschern im Britannien der Angelsachsen getragen wurde. Dieses Konzept war besonders verlockend, da es das Fundament zur Errichtung einer „englischen“ Monarchie gelegt hätte. So postulierte Frank M. Stenton 1943, die Ungenauigkeit des Schreibers der entsprechende Passage in der Angelsächsischen Chronik werde durch die Bewahrung des englischen Titels, der auf diese überragenden Herrscher übertragen wurde, mehr als wettgemacht. Der Begriff Bretwalda passe zu anderen Belegen, die auf einen germanischen Ursprung der frühesten englischen Institutionen hinwiesen. Diese Ansicht ist jedoch seit der zweiten Hälfte des 20. Jahrhunderts mehr und mehr in Zweifel gezogen worden. Demnach ist es unwahrscheinlich, dass der Begriff jemals als Titel verwendet wurde oder sich im allgemeinen Sprachgebrauch des angelsächsischen Englands befunden hat. Die Tatsache, dass Beda keinen speziellen Titel für die Könige seiner Liste erwähnte, lässt darauf schließen, dass es zu seiner Zeit keinen solchen Titel gegeben hat. Sowohl Bedas Konzept eines Oberherrschers südlich des Humbers wie auch das eines Bretwaldas, das der Schreiber der Angelsächsischen Chronik zu vermitteln sucht, sind künstliche Konzepte, die außerhalb des literarischen Kontexts, in dem sie erscheinen, keine Berechtigung haben. Diesen Gedanken zufolge kann man sich von Annahmen und Theorien mit Bezug auf politische Entwicklungen, die auf diesen Konzepten basieren und damit verbunden sind, verabschieden. Es ist mehr als fraglich, ob die Könige des 8. und 9. Jahrhunderts auf die Errichtung eines gesamtsüdhumbrischen Reiches fixiert waren.
In Interpretationen neueren Datums wird der Begriff Bretwalda demnach als ein komplexes Konzept gesehen. Gegenwärtig wird erkannt, dass er einen wichtigen Hinweis darauf darstellt, wie ein Chronist des 9. Jahrhunderts Geschichte interpretierte und versuchte die westsächsischen Könige, die zu jenem Zeitpunkt ihre Macht zügig ausbauten, in diese Geschichte einzufügen.

### Sekundärliteratur
- Steven Basset (Hrsg.): The Origins of Anglo-Saxon Kingdoms. Leicester University Press, Leicester 1989, ISBN 0-7185-1317-7.
- James Campbell (Hrsg.): The Anglo-Saxons. Phaidon, London 1982, ISBN 0-7148-2149-7.
- Steve Fanning: Bede, Imperium, and the Bretwaldas, in: Speculum 66,1 (1991) 1–26.
- Peter Hunter Blair: Roman Britain and Early England. 55 B.C. – A.D. 871. 2. Auflage. Cardinal, London 1975, ISBN 0-351-15318-7.
- John Mitchell Kemble: The Saxons in England. A History of the English Commonwealth till the Period of the Norman Conquest. B. Quartich, London 1876.
- Simon Keynes: England, 700–900. In: Rosamond McKitterick (Hrsg.): The New Cambridge Medieval History. Cambridge University Press, Cambridge 1995, ISBN 0-521-36292-X.
- D. P. Kirby: The Earliest English Kings. Unwin Hyman, London u. a. 1991, ISBN 0-04-445691-3.
- Wilhelm Levison: England and the Continent in the Eight Century. Clarendon Press, Oxford 1946.
- Frank M. Stenton: Anglo-Saxon England. 3. Auflage. Oxford University Press, Oxford 1971, ISBN 0-19-280139-2.
- Patrick Wormald: Bede, the Bretwaldas and the Origins of the Gens Anglorum. In: Patrick Wormald u. a. (Hrsg.), Ideal and Reality in Frankish and Anglo-Saxon Society. Studies Presented to J. M. Wallace-Hadrill.  Blackwell, Oxford 1983, ISBN 0-631-12661-9, S. 99–129.
- Barbara Yorke: The Vocabulary of Anglo-Saxon Overlordship. In: David Brown, James Campbell, Sonia Chadwick Hawkes: Anglo-Saxon Studies in Archaeology and History. Band 2. BAR, Oxford 1981, ISBN 0-86054-138-X, S. 171–200 (BAR British Series 92).
- Barbara Yorke: Kings and Kingdoms of early Anglo-Saxon England. Routledge, London-New York 2002, ISBN 978-0-415-16639-3. PDF (6,2 MB)